# Manuel José Gonçalves Couto
Manuel José Gonçalves Couto (Telões, Vila Pouca de Aguiar, 1 de agosto de 1819 — Telões, 17 de setembro de 1897) foi um missionário pedâneo português, do século XIX, autor do livro mais editado em Portugal nesse século: a Missão Abreviada.

## Biografia
O Pe. Manuel José Gonçalves Couto era natural de Zimão, freguesia de Telões, concelho de Vila Pouca de Aguiar, onde nasceu no dia 1 de Agosto de 1819. Morre no mesmo lugar de Zimão, na casa fronteira à que nascera, no dia 17 de Setembro de 1897.
É o sexto filho dos dez que José António Dias e Maria José Gonçalves levaram à pia baptismal da Igreja de Telões. Eram seus avós paternos António Dias do Cabo e Ana Maria Alves da Costa; e seus avós maternos António Gonçalves do Couto e Mariana Gonçalves.
Com 25 anos de idade, recebe a ordenação presbiteral em Braga, no dia 21 de Dezembro de 1844, das mãos do seu Arcebispo, D. Pedro Paulo de Figueiredo da Cunha e Mello que, no ano seguinte, será elevado ao cardinalato (30.09.1845).
De família de lavradores abastados, viveu pobre e desprendidamente, com uma única preocupação: viver e pregar a Boa Nova. Não apenas uma pregação geral, esporádica e dispersa, mas uma pregação sistemática e exigente: torna-se missionário itinerante, pregador de missões populares, dedicando-se intensivamente a este ministério que implicava despender horas e horas a ouvir confissões (tendo chegado a confessar durante dezasseis horas seguidas). Vai, portanto, de terra em terra, formando equipa com outros missionários, a pregar missões que, por regra, duram quinze dias em cada lugar missionado.
Deste seu empenho na pregação das missões, da realidade da vida com que permanentemente contacta, decide, no tempo que lhe medeia entre missões, escrever um livro que, dando continuidade às mesmas, possa sustentar o fruto das missões, permitindo ainda chegar onde ele não podia ir. Nasce assim a Missão Abreviada, que tem a sua primeira edição em 1859, no editor Sebastião José Pereira, do Porto.

## Influência no cristianismo português
É notória a influência que o Pe. Couto, mormente através da Missão Abreviada, teve na forma portuguesa de viver o cristianismo.

## Obras
- Missão Abreviada
- Additamento
- A Incredulidade Confundida ou Provas da Religião Christã